# العزيزية (منبج)
العزيزية بلدة سوريّة تتبع إداريّاً لمحافظة حلب منطقة منبج ناحية مسكنة، بلغ تعداد سكانها 192 نسمة حسب التعداد السكاني لعام 2004.